# Sage-femme
Pour l’article homonyme, voir Sage-femme (homonymie).
Dans le domaine professionnel de la santé, une personne qui accompagne la femme enceinte avant, pendant et après l'accouchement, ainsi que dans son suivi gynécologique physiologique, est nommée sage-femme par l’Organisation mondiale de la santé (OMS). D’autres dénominations ont cours, précisées dans la section terminologie ci-dessous.
En France, cette personne exerce ses missions en collaboration étroite avec celles chargées des fonctions gynécologiques et obstétriciennes et la médecine traitante dans le cadre du parcours coordonné de soins.
Ses fonctions s'inscrivent dans le cadre de la physiologie, c'est-à-dire le déroulement normal de la grossesse et de l'accouchement.
Pratiquée internationalement et essentiellement par des femmes depuis l'Antiquité, la profession connaît un tournant au XVIIIe siècle, et fait au XXIe siècle l'objet de différentes formations selon les pays.

## Définition et origine du terme sage-femme

### Terminologie
La fonction est désignée par de nombreux termes, recouvrant plus ou moins les mêmes responsabilités. En francophonie contemporaine sont notamment employés accoucheur, accoucheuse, maïeuticien, maïeuticienne ou sage-femme (aussi écrit sagefemme selon les rectifications orthographiques de 1990).
Les deux derniers termes, homophones et allographes, sont épicènes. Ils peuvent donc être employés quel que soit le sexe de la personne qui exerce. Les termes femme sage-femme, sage-femme femme, homme sage-femme, et sage-femme homme sont parfois employés pour référer spécifiquement aux membres d’une gent.
Historiquement, le terme matrone désigne également cette fonction, mais tend à disparaître, possiblement du fait de la connotation offensante portée dans sa polysémie. Existent également le terme ventrière, tombé en désuétude, ainsi qu’obstétrice, parturologue et tocontologue qui ne sont jamais sortis d’un usage rare.
Notamment via les registres paroissiaux du Moyen Âge, il est possible d’établir une chronologie des usages, avec tout au moins pour la France les termes de ventrière au onzième siècle, et matrone à partir du treizième et jusqu'au quinzième. Le nom de sage-femme apparaît dans un acte de l'Hôtel-Dieu de Paris en 1505 ; le titre de sage-femme remontant pour sa part au quatorzième siècle. Parfois il est retourné et devient femme sage; on trouve également sage mère (quinzième siècle) et mère sage (1609). On rencontre également à toute époque les termes d’accoucheuse, de leveuse, d'obstétrice et de ramasseuse. La langue italienne, parmi ses plus proches sœurs romanes, utilise alternativement les termes comare, mammana et levatrice.
Actuellement l’OMS emploie le terme sage-femme. L’Académie française propose le couple maïeuticien et maïeuticienne, qui ne suscite un emploi que marginal et des résistances contestataires. La profession s'ouvrant aux hommes (depuis 1980 en France), on a proposé « sage-homme », « matron » (sur le féminin « matrone »), « maïeuticien » ou « maïeutiste » (hellénismes savants), « parturologue », la proposition de l’Académie étant rejetée par l’Assemblée nationale en France, c’est finalement le terme « sage-femme » pour les deux sexes qui s’est imposé dans l’usage. Le Grand Dictionnaire terminologique de l’Office québécois de la langue française explique que « sage-femme » signifie « femme sage », le qualificatif « sage » y étant un adjectif épithète antéposé. Quant au Grand Robert de la langue française, il explique au contraire que le mot « femme » désigne la « parturiente » (celle qui accouche).

### Étymologie du terme
Le mot « sage-femme » est attesté sous cette forme en 1212. La définition donnée dans la première édition (1694) du Dictionnaire de l'Académie française est la suivante : « On appelle ainsi celle dont le mestier, la profession est d'accoucher les femmes. » Pour sa part le Littré donne : « sage-femme (sa-je-fa-m') s. f. Celle dont la profession est de faire des accouchements, » avec pour étymologie « Sage, dans le sens d'habile, et femme; wallon, seg-damm. »
En Grèce antique, on parlait de maïeutique, ou « l’art d’accoucher », qui avec le temps et sous l’influence de Socrate a fini par désigner par métaphore, un mode d'échange philosophique, l'accouchement des esprits.
Du fait de cette fonction, la sage-femme s'est distinguée de la « matrone », choisie dans le village sur des critères surtout moraux, religieux, judiciaire, en particulier pour des questions matrimoniales.[réf. nécessaire]
Certains émettent l'hypothèse selon laquelle le mot femme se réfèrerait non pas, comme beaucoup d'auteurs l'ont écrit, à la praticienne mais à la parturiente.
Le terme anglais anglais : midwife ne fait, quant à lui, allusion qu'à la « parturiente » (mid = avec, du vieil anglais mid, dérivé de l'allemand mit + wife = « la femme, celle qui accouche »), et non pas au sexe de l'intervenant. De ce fait, les livres anciens anglais de « midwifery » précisent toujours lorsqu'il s'agit d'un intervenant masculin : male midwife (ce qui correspond, à la même époque (XVIe et XVIIe siècles), en France, au terme de chirurgien-barbier accoucheur).
La science de l'accouchement et de la grossesse fait l'objet dans la médecine contemporaine d'une spécialité appelée « obstétrique » (c'est-à-dire l'art des accouchements), et cela dans les traités les plus anciens.

### Définition
L'Organisation mondiale de la santé (OMS) définit « sage-femme » ou « maïeuticien » de la manière suivante, :

« Une personne qui a suivi un programme de formation reconnu dans son pays, a réussi avec succès les études afférentes et a acquis les qualifications nécessaires pour être reconnue ou licenciée en tant que sage-femme. Elle doit être en mesure de donner la supervision, les soins et les conseils à la femme enceinte, en travail et en période post-partum, d'aider lors d'accouchement sous sa responsabilité et prodiguer des soins aux nouveau-nés et aux nourrissons.
Ses soins incluent des mesures préventives, le dépistage des conditions anormales chez la mère et l'enfant, le recours à l'assistance médicale en cas de besoin et l'exécution de certaines mesures d'urgence en l'absence d'un médecin.
Elle joue un rôle important en éducation sanitaire, non seulement pour les patientes, mais pour la famille.
La sage femme a aussi un rôle dans la gynécologie (suivi des patientes ne relevant pas de pathologies, avec un devoir d'adresser la patiente au professionnel adapté en cas de pathologie).
La sage-femme peut pratiquer en milieu hospitalier, en clinique, à la PMI (Protection Maternelle et Infantile), en Centre de Planification et d'Education Familiale, ou encore en cabinet libéral. »

## Historique

### Depuis l'Antiquité

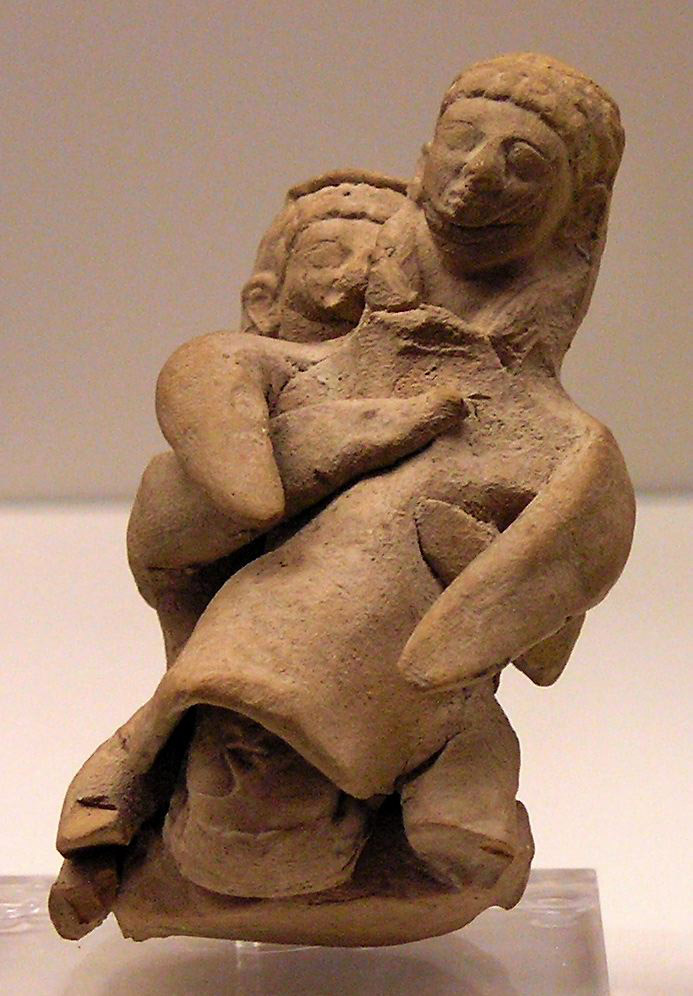
Figurine représentant une sage-femme et une femme en train d'accoucher, provenant de Chypre, début du

Historiquement, la profession de sage-femme a été une des rares majoritairement exercées par des femmes. Phaestis et Phénarète mères respectives d’Aristote et Socrate, pratiquent cette activité. Ce dernier utilise même la profession de sa mère comme source d’inspiration pour l’une de ses célèbres métaphore, se définissant comme maïeuticien des âmes dont il s’agit de faire accoucher les idées. Les auteurs antiques évoquent aussi plusieurs Olympias. Les obstetricie medicae sont des praticiennes respectées dans la Rome antique. Elles jouent notamment un grand rôle au point de vue de la médecine légale. La Loi Cornelia (Lex Cornelia de sicariis et veneficis) qui punit l'avortement, demande comme experts cinq sages-femmes. Depuis Agnodice en Grèce antique, la prise en charge des femmes enceintes et des parturientes, femmes en travail, a été considérée comme relevant essentiellement du cercle féminin.

### Moyen Âge et Renaissance en Europe
L'ambivalence de la profession, où seule une minorité de personnes sont formées et bénéficient de solides connaissances théoriques perdure pendant tout le Moyen Âge et l’Époque moderne en Europe occidentale. 

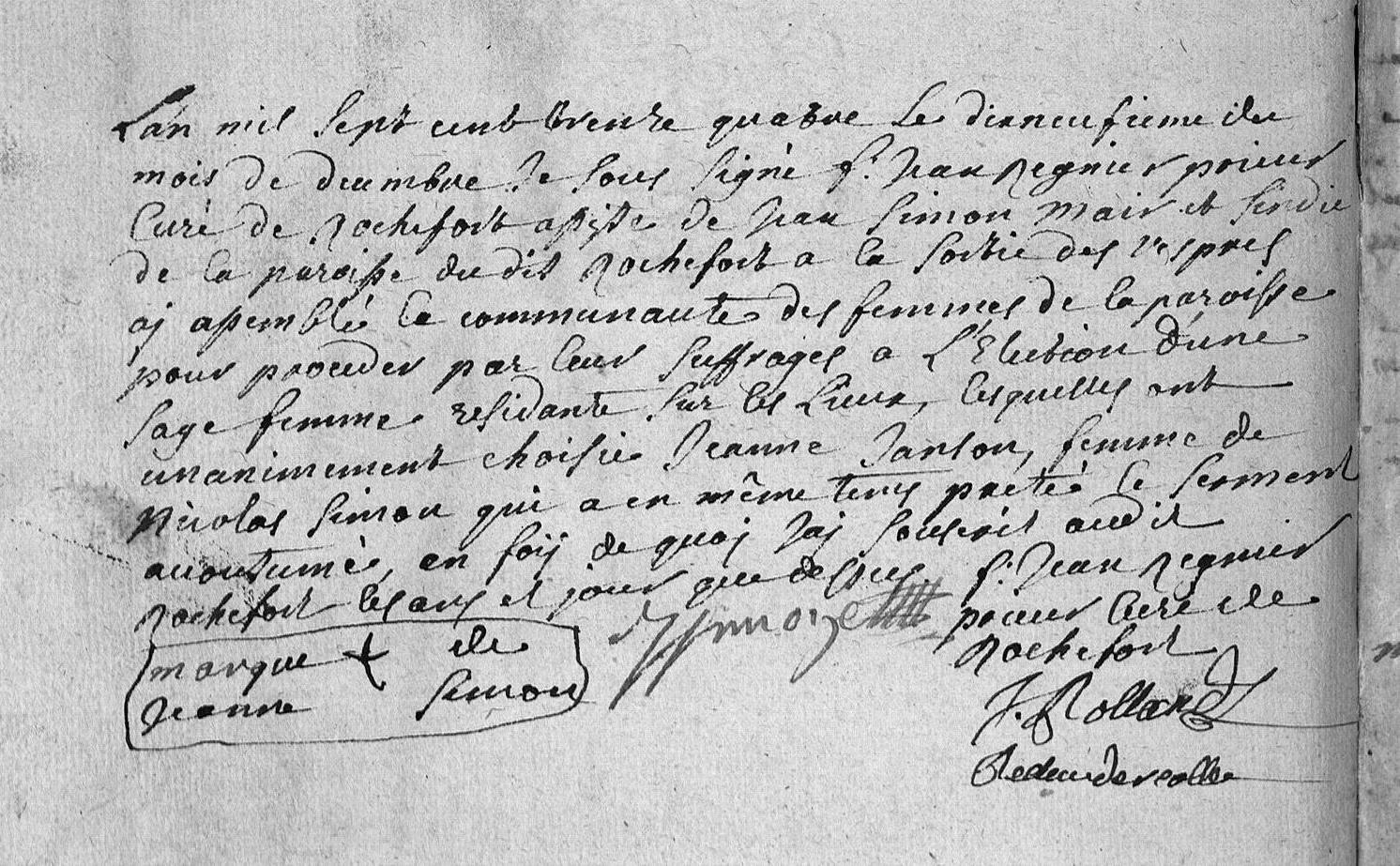
Acte de réception d'une sage-femme, le 19 décembre 1734, dans la paroisse Notre-Dame de Rochefort-sur-la-Côte.

Le rôle de l'accoucheuse ne se limite pas à l'assistance apportée aux femmes en couches, elle exerce un rôle social et religieux puisqu'elle a la charge d'ondoyer l'enfant lorsqu'il apparaît en danger de mort, prenant ainsi la place du prêtre qui ne peut pas assister à l'accouchement. C'est souvent la sage-femme qui vient présenter l'enfant sur les fonts baptismaux et qui exerce la fonction de marraine.
La sage-femme est élue par l'assemblée des femmes de la paroisse en présence du curé ou de l'archidiacre. Elle prête serment sur l'évangile « d’assister les femmes dans leurs couches » et de procurer « le salut corporel et spirituel, tant de la mère que de l'enfant ». L'acte de réception de la sage-femme est ensuite enregistré dans le registre des baptêmes.

« Je N. promets à Dieu le créateur tout puissant ; et à vous, Monsieur, que je m'acquitterai avec le plus de fidélité et de diligence, qu'il me sera possible, de la charge que j'entreprends, d'assister les femmes dans leurs couches, que j'apporterai tous mes soins pour empêcher qu'il n'arrive aucun accident à la mère ni à l'enfant ;
Et que si je vois quelque danger j'appellerai des médecins, des chirurgiens et des sages femmes expérimentées en cette fonction, pour ne rien faire que par leurs avis et avec leurs secours.
Je promets que je n'userai point de superstition, soit par parole, soit par signe, soit par quelque autre manière que ce soit, et que j'empêcherai de tout mon pouvoir que l'on en use et que je ne ferai rien par vengeance ou par mauvaise affection ;
Mais que comme une femme de bien, vraie chrétienne et catholique, je procurerai en tout et partout le salut corporel et spirituel, tant de la mère que de l'enfant.
Ainsi Dieu me soit en aide. »

— Serment des Sages-femmes en usage dans le diocèse de Paris en 1775
Depuis le Moyen Âge, les sages-femmes exercent tant dans l'espace urbain qu'en milieu rural[réf. nécessaire]>. Les sages-femmes urbaines peuvent détenir, souvent à partir des quatorzième et quinzième siècles, un statut officiel, être maitresses de corporation et être rémunérées par les municipalités, particulièrement dans les régions avec une forte tradition d'autonomie urbaine : Alsace, Bourgogne, France du Nord, Lorraine,.
Les médecins du Moyen Age ont laissé la pratique obstétrique et la gynécologie, aux « sages-femmes ». L’une des principales raisons de cet abandon est lié au tabou que représente le corps féminin dans la société médiévale. La vertu féminine repose principalement sur la chasteté des veuves et des jeunes filles non mariées, ainsi que sur la fidélité et la fertilité des épouses. C’est ainsi que la femme apporte l’honneur à sa famille. Le corps féminin ne peut donc ni être vu, ni être touché par un homme qui n’est pas de sa famille, même dans le cadre médical d’une auscultation ou d’une opération chirurgicale. Ce n’est qu’à cause du dépeuplement massif causé par l’épidémie de peste et les famines au XIVe siècle, que les mentalités commencent à évoluer.
Les chirurgiens-barbiers dont la pratique reste limitée, commencent alors à s’intéresser aux corps féminins, à la gynécologie et à l’obstétrique. Ils emploient donc deux moyens:  l’usage d’instruments qui évitent le contact physique direct, et surtout, l'édition d'ouvrages qui montrent leur professionnalisation tout en décrédibilisant les sages-femmes désormais dénommées "matrones" et qui ne maîtrisent pas aussi parfaitement l'écrit.
Les sages-femmes sont très présentes auprès des élites, dans les différentes cours européennes : Jacquemette Peguilliote à la cour de Savoie à la fin du quatorzième siècle ; Jeanne La Goutière à la cour de France que l'on retrouve en 1396 auprès de Valentine Visconti, duchesse d’Orléans (1366‑1408) et peut-être Isabeau de Bavière, reine de France (1371‑1435), ainsi qu'Asseline Alexandre, sage-femme de Marguerite de Flandre, duchesse de Bourgogne (1350-1405).
Les sages-femmes rurales en revanche sont généralement des femmes ayant une expérience personnelle des accouchements[réf. nécessaire]. Issues de milieux populaires, elles portent assistance aux paysannes au moment de leur accouchement. La formation des sages-femmes est très diverse, de la transmission interindividuelle fondée sur l'expérience de la maternité à des enseignements plus structurés comme les cours dispensés aux apprentisses de l’Office des Accouchées de l'Hôtel-Dieu de Paris dès le quinzième siècle. Elles sont souvent mariées à des chirurgiens, expérimentés dans les soins de suture des plaies, ce que ne peuvent pas faire les médecins.
L'ouvrage d'Eucharius Rösslin, Der schwangeren Frauen und Hebammen Rosegarten (Le jardin de roses des femmes enceintes et des sages-femmes) publié en 1513, témoigne tant de la pratique des sages-femmes dans l'espace germanique que des savoirs obstétricaux de l'époque,.
Dans les régions du sud-ouest de la France, l'activité de sage-femme est réservée aux cagotes, population exclue vivant à l'écart de tous les villages de ces régions. Ayant accumulé des connaissances empiriques sur le corps, les plantes médicinales, la prévention et la guérison des maladies, le principal manuel de sorcellerie du quinzième siècle, elles sont stigmatisés par les instances patriarcales.
La sage-femme discriminée devient matrone et sorcière
À la suite de la bulle apostolique du pape Innocent VIII, Summis desiderantes affectibus, contre l'hérésie des sorcières, les dominicains Henri Institoris (Heinrich Kramer) et Jacques Sprenger (Jacob Sprenger) publient le Malleus Maleficarum, « Marteau des sorcières » où ils désignent comme les sages-femmes comme sorcières :

« Les sages-femmes causent le plus grand dommage. Ainsi, elles tuent les enfants ou les offrent de manière sacrilège aux démons… La plus grande blessure à la foi est commise par les sages-femmes et cela est clairement mis en lumière par elles-mêmes dans les confessions qu'elles ont faites avant d'être brûlées. »

Cet extrait a beaucoup contribué à partir des années 1970 à l'idée que les sages-femmes avaient subi une persécution spécifique aux époques médiévale et moderne,, ce qui n'est pas confirmé par l'historiographie,.
Les sages-femmes, quel que soit leur cadre d'exercice, demeurent les figures les plus présentes auprès des femmes en couches pendant ces périodes. Au sein des cours princières, leur emploi auprès des reines donne lieu à partir du dix-septième siècle à des contestations de la part de chirurgiens qui aspirent à étendre leur champ d'exercice. La polémique d'un chirurgien royal contre Louise Bourgeois, sage-femme de la reine Marie de Médicis, après la mort en couches de Marie de Montpensier, montrent les enjeux sociaux et professionnels qui traversent l'exercice de l'obstétrique européenne. Louise Bourgeois, connue pour avoir accouché la reine Marie de Médicis, justifie sa pratique en rédigeant le premier livre d'obstétrique incluant des données d'anatomie, daté de 1609.
Sous l'Ancien Régime, sage-femme est un métier juré et plusieurs ordonnances royales, en particulier sous Louis XIV, exigent que toutes les communautés de village choisissent une sage-femme et décident de percevoir une contribution pour payer leurs gages comme pour les maîtres d'école.
Cependant, les chirurgiens barbiers deviennent de plus en plus des chirurgiens accoucheurs dans la bourgeoisie parisienne du XVIIe siècle avant de remplacer les sages-femmes à la cour de France (Mme Peronne du Moustier, Marguerite Boucher ou Bouchet (1652-1725), Mme Robinet... ) Ils trouvent un intérêt particulier à s’investir dans les accouchements des familles royales et princières, la reconnaissance à leur métier qui, d'artisan-barbier devient une profession. C'est seulement dans ce contexte que s’accroît l’attention qu’ils portent pour l'obstétrique,.
Très nombreuses à Paris notamment, certaines sages-femmes sont distinguées par leur clientèle en raison de leur savoir et habilité. De plus en plus de sages-femmes sont formées à l'Hotel-Dieu de Paris et appartiennent à la corporation jurée de Saint-Côme.
Le 22 décembre 1779, la première sage-femme exerçant à l'Hôtel-Dieu de Montmorency (Val-d'Oise) est nommée. Il s'agit d'Élisabeth Bourgeois, femme du sieur Baudrang, chirurgien de l'Hôtel-Dieu.Delacoux qui, établissant au XIXe siècle son Dictionnaire des sages-femmes, s’étonne d’en trouver autant avec finalement aussi peu d’ouvrages édités.
Ces sages-femmes qui exercent auprès des cours princières ont toutefois marqué l'histoire de la pratique obstétricale puisqu'elles ont publié quelques ouvrages majeurs, largement réédités : Les Observations diverses sur la stérilité, perte de fruits, fécondité, accouchements et maladies des femmes et enfants nouveau-nés, publiées en 1609 pour Louise Bourgeois ; ou encore Die Chur-Brandenburgische Hoff-Wehe-Mutter de Justine Siegemund, sage-femme de la cour de Brandebourg au dix-septième siècle[réf. nécessaire].
En 1677, Marguerite de La Marche publie Instruction familière et très facile, faite par questions et réponses touchant toutes les choses principales qu'une sage-femme doit savoir pour l'exercice de son art.

### Le tournant du dix-huitième siècle et l'époque contemporaine

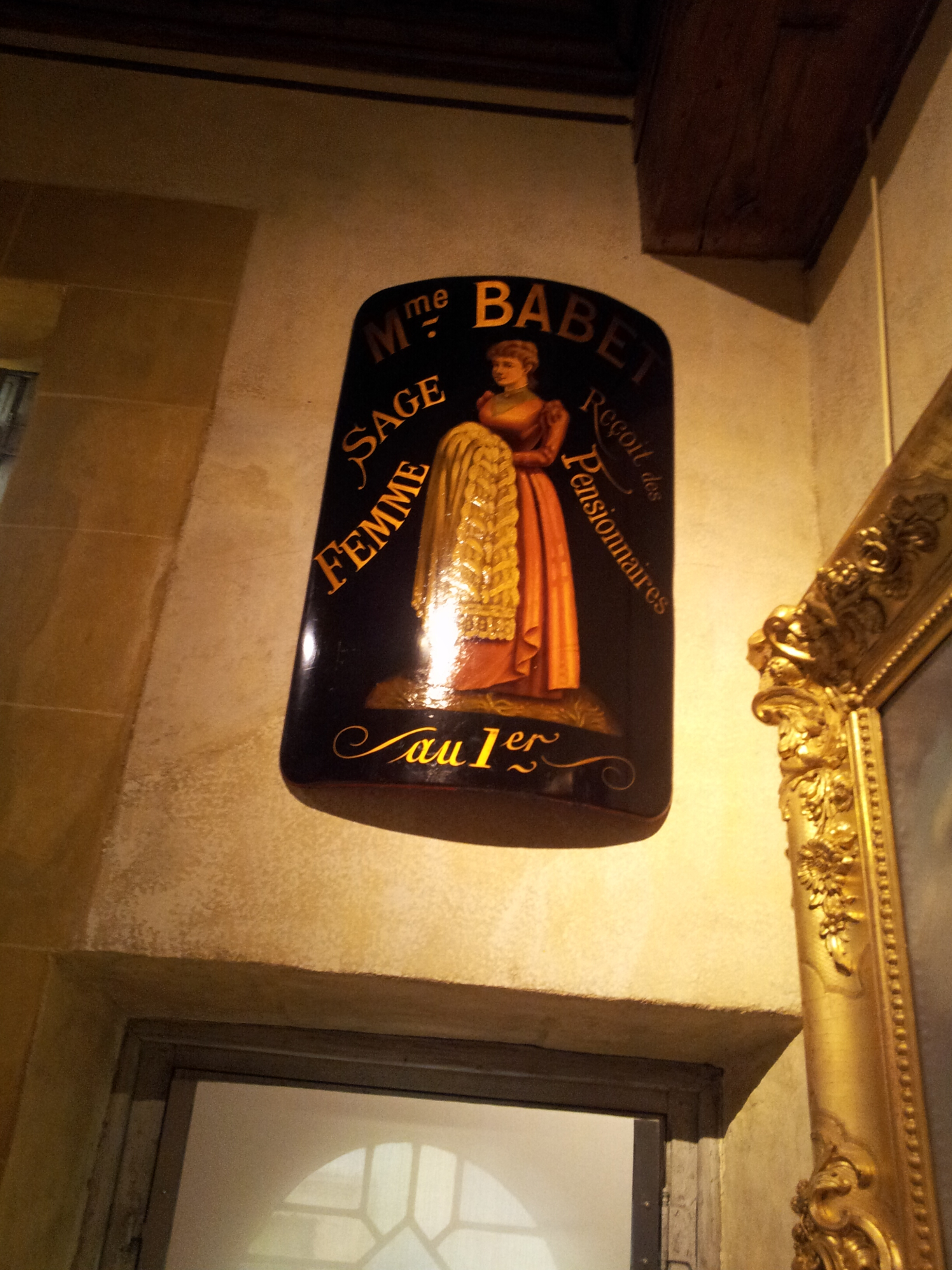
Une enseigne de sage-femme - Musée d'histoire de Lyon, Gadagne.

Au milieu du XVIIIe siècle, le chirurgien royal André Levret impose l'usage des forceps. Une division s’opère alors entre la pratique chirurgicale relevant du chirurgien, et celle des sages-femmes. L'essor de la science envisagée avec la pratique d'instruments nouveaux (forceps), s'associe à une discrimination de la pratique ancestrale des sages-femmes, un art jugé moins efficace[réf. nécessaire]. De son côté, la parturiente doit s'adapter aux usages des instruments et accouche de plus en plus sur un lit qui remplace la chaise d'accouchement.
La lutte d'influence entre sages-femmes et accoucheurs bat alors son plein. Elle implique des figures comme Angélique du Coudray, première professeur de la discipline des sages-femmes et François Mauriceau, un des premiers médecins à se spécialiser en obstétrique. Angélique du Coudray est la première sage-femme à enseigner devant public en montrant avec un matériel facilement reproductible (en tissu) l'« art des accouchements » au XVIIIe siècle. Cette lutte aboutit en 1750 à l'intervention de l'État qui ordonne que les sages-femmes aient une formation théorique et pratique de 2 ans avec une maîtresse sage-femme, sous le contrôle supplémentaire d'un jury de deux maîtres chirurgiens validant leurs connaissances.
Après la Révolution

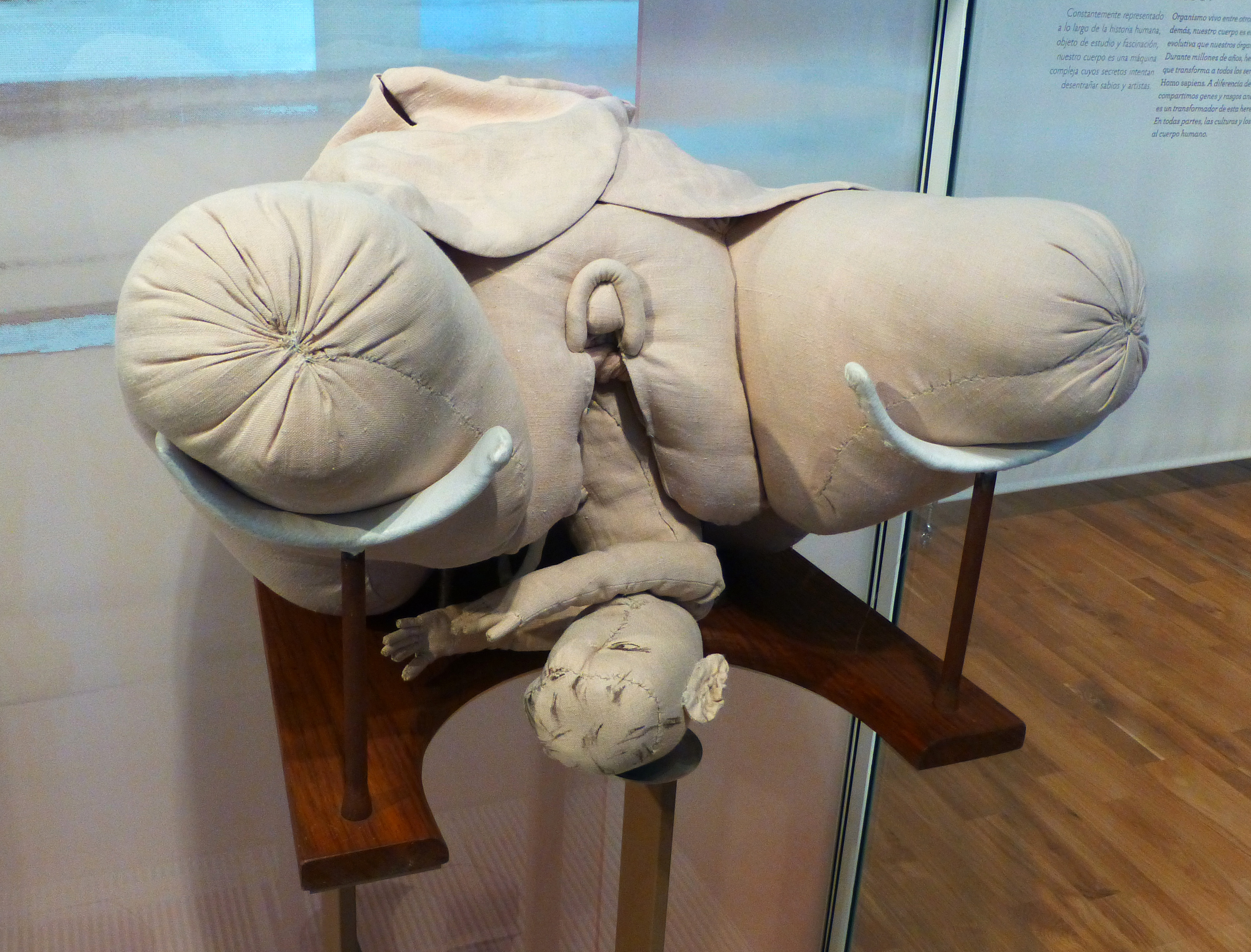
La « machine » de Mme du Coudray, sage-femme. Mannequin utilisé pour enseigner l’art des accouchements. XVIIIe siècle. Musée de l'Homme, Paris.

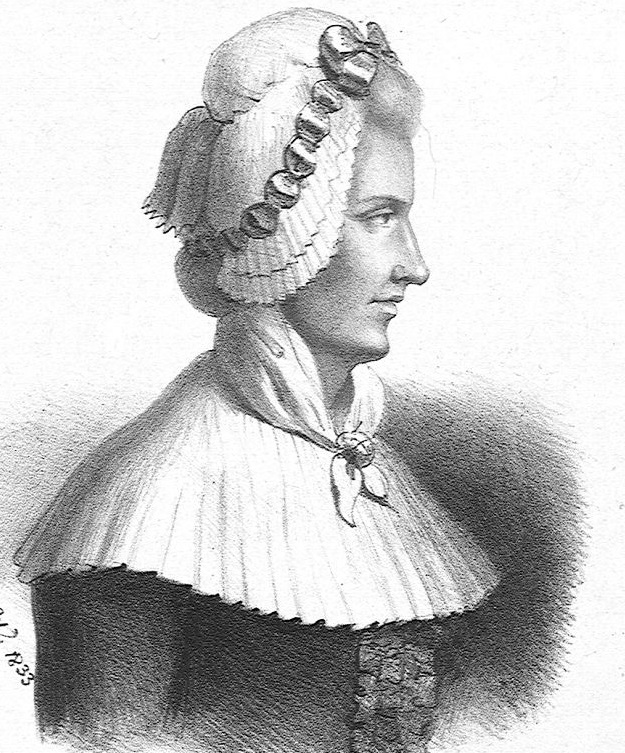
Marie Jonet (Mme Dugès), aurait été sage-femme en chef de l'Hôtel-Dieu de Paris à la fin du XVIIIe siècle. Lithographie vers 1833.

Après la Révolution, l’école de sages-femmes de l’Hospice de la Maternité de Paris est recréée, en 1802 et dirigé par un chirurgien, Jean-Louis Baudelocque (1745-1810) et une sage-femme, Marie-Louise Lachapelle, et non pas par une sage-femme comme avant 1789 (Marguerite La Marche).
La loi du 19 Ventôse an XI (1803) prévoit la création de cours d'accouchement dans chaque département.
Un corps professionnel naît, celui des sages-femmes dominées par le chirurgien-accoucheur.Jusqu'en 1854, l'élève sage-femme passe un examen devant un jury médical départemental. A cette date, les jurys sont supprimés et leurs fonctions transférées aux facultés de médecine. Une nouvelle réglementation des études de la profession est mise en place entre 1892 et 1894. Celle-ci distingue deux classes de sages-femmes : la première classe qui requiert le brevet élémentaire et les cours d’une faculté de médecine ou d’un établissement assimilé et la deuxième classe qui nécessite la possession du certificat d’études et les cours d’une école d’accouchement.
Au dix-neuvième siècle, en Angleterre, la plupart des naissances étaient assistées par un chirurgien. En 1882, les Hôpitaux de Paris voient la création d'un corps de médecins-accoucheurs des maternités, première spécialité chirurgicale, qui supplante désormais la profession de sage-femme.

Elise Benoit-Huguelet, doyenne des sages-femmes suisses en 1905.

Les mémoires d'Elise Benoit-Huguelet (née en 1820 à Vauffelin, morte en 1906 à Frinvilier) sont publiées en 1905. Elle est alors la doyenne des sages-femmes de Suisse après avoir exercé son métier durant 63 ans. Son témoignage dévoile la pratique du métier de sage-femme dans les campagnes jurassiennes au XIXe siècle.

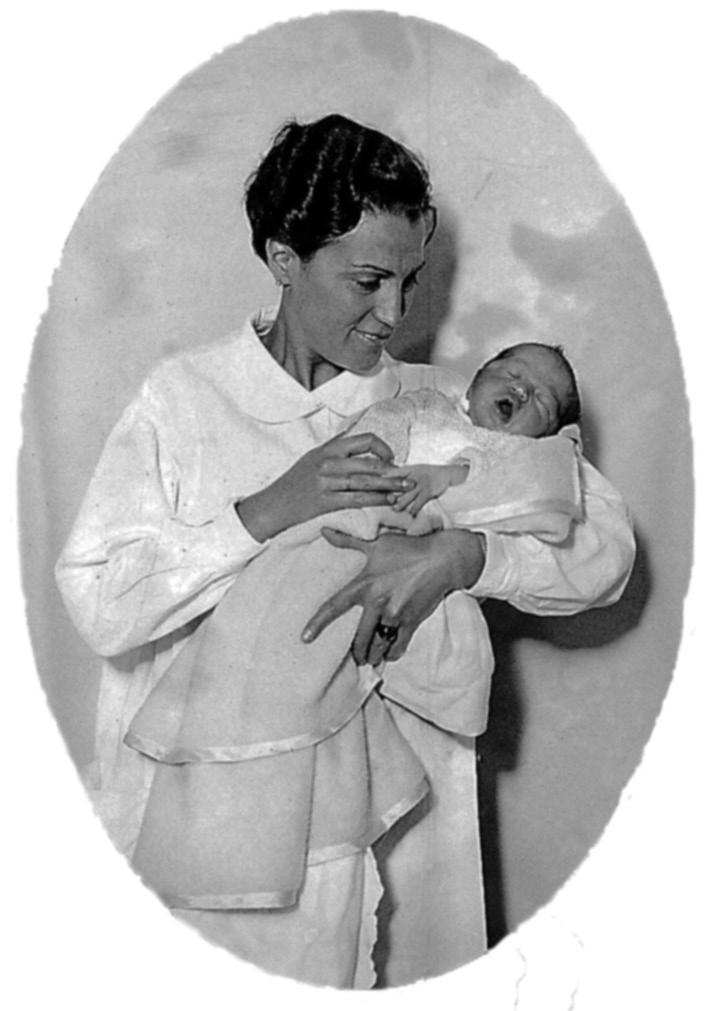
La sage-femme Catalina Mayoral, victime de l'Espagne franquiste, photographie d'A. Sánchez García (Mundo Gráfico, 1933).

Le XIXe siècle voit aussi l’exportation des pratiques européennes en Amérique, notamment au Pérou par Benoîte Cadeau-Fessel.

### Répression sous l'Espagne franquiste
En Espagne, après la Guerre civile (1936-1939), l'arrivée au pouvoir par la force des nationalistes en 1939 engendre une importante répression organisée par les franquistes durant laquelle les sages-femmes sont particulièrement visées.
Par leurs connaissances sur l'anatomie féminine et le contrôle du corps féminin, elles sont accusées de promouvoir la contraception et suspectées de réaliser l'avortement. Dans ce contexte, plusieurs sages-femmes républicaines espagnoles sont arrêtées et incarcérées, notamment dans la prison pour femmes de Ventas, à Madrid, dont Purificación de la Aldea (1889-1976), Catalina Mayoral Arroyo (1901-1993) et Trinidad Gallego Prieto (1913-2011).

### XXeetXXIesiècles
Depuis 1982, la profession s’est ouverte aux hommes même si aujourd'hui la profession est essentiellement féminine (97 % de femmes pour 3 % d'hommes). Les termes de « maïeuticien » et d'« accoucheur » figurent également dans le Dictionnaire de l'Académie française, mais ne satisfont pas au métier propre de la sage-femme[Selon qui ?]. Néanmoins, « maïeuticien » a été introduit en 1982 en français (après décision de l' Académie française) avec comme définition « homme sage-femme ».
Il s'agit d'une profession médicale à compétence définie.
Pour devenir sage-femme, il faut être classé en rang utile à la fin de la première année de Parcours d'Accès Spécifique Santé (PASS), année commune aux étudiants en médecine, maïeutique (sages-femmes), odontologie (dentaires) et pharmacie. La deuxième année universitaire (L2) s'effectue dans une faculté de médecine jusqu'au master (M2). Les études seront reconnues grade master à partir de la rentrée 2010 avec la mise en place de la L1 Santé (concours commun des professions médicales : sage-femme, médecine, dentaire et pharmacie). La réforme HPST a ajouté comme compétences aux sages-femmes le suivi gynécologique et la prescription de la contraception aux femmes en bonne santé. La profession attend une revalorisation de statut et donc de salaire (les sages-femmes sont actuellement rémunérées à partir des grilles salariales paramédicales alors qu'il s'agit d'une profession médicale) .
Les étudiants sages-femmes le souhaitant peuvent par ailleurs s'inscrire en Master I de Recherche Biomédicale parallèlement à leurs études (en deuxième année), comme le font déjà les étudiants en médecine ou en chirurgie-dentaire, ce qui leur ouvre les voies des Master II de Santé et Sciences. La premiere sage-femme professeure des universités est Corinne Dupont en 2021.

## Particularités universitaires selon les pays

### Sage-femme au Canada

#### Sage-femme au Québec
Actuellement, seule l'Université du Québec à Trois-Rivières (UQTR) offre le programme de baccalauréat en pratique sage-femme, d'une durée de 4 ans (132 crédits). Le programme est contingenté à 24 étudiantes par année.
La profession de sage-femme est règlementée depuis 1999 au Québec, après plusieurs années de projet-pilote avec des maisons de naissance. Les derniers détails d'assurance permettant aux sages-femmes de suivre des accouchements à domicile ont été réglés en avril 2005. Il faut faire partie de l'ordre des sages-femmes du Québec pour avoir droit de porter le titre. Il est important de noter, cependant, que la sage-femme est une professionnelle limitée puisqu'elle est en mesure de pratiquer seulement quelques actes médicaux de base. Toute complication survenant durant la grossesse ou l'accouchement nécessite une intervention et un suivi par un médecin spécialisé en obstétrique ou en médecine de famille.

### Sage-femme en Suisse
Depuis la signature des accords de Bologne par la Suisse, le diplôme de sage-femme est reconnu par les pays européens.
La profession reste cependant un métier paramédical au même titre que celui d'infirmier.
En Suisse romande il existe deux façons de devenir sage-femme. La première est d'intégrer la filière sage-femme de La Haute École de Santé de Genève (HEdS). Cette école accueille en moyenne 35 étudiants par année. Ce cursus dure 3 ans et aboutit à un diplôme Bachelor. La seconde est d'intégrer l'école de Lausanne, pendant 2 ans, après avoir déjà acquis le diplôme d'infirmière.

### Sage-femme aux États-Unis
Il existe deux voies pour devenir sage-femme aux États-Unis : celle des infirmières sages-femmes, et celle des sages-femmes.

#### Infirmière sage-femme
Aux États-Unis, les « infirmières sages-femmes » sont des infirmières puéricultrices, ayant suivi une formation complémentaire pendant deux années supplémentaires, soit en maîtrise, pour se spécialiser comme sages-femmes.

#### Sage-femme: voie directe
Leur formation varie selon le mode d'obtention du diplôme : certaines sont diplômées directement d'une école de sage-femme, qui offre diverses formations de taille et de nature différentes.
Certaines choisissent de s'inscrire au cursus des infirmières sages-femmes (American College of Nurse-Midwives ou ACNM) : toutes les sages-femmes qui empruntent cette voie doivent ensuite passer le même certificat d'aptitude, les autres acquièrent le statut de sage-femme à l'ancienneté.

#### À noter
Les Cadiens de Louisiane utilisent le terme de « chaste-femme ».

### Sage-femme en Irlande
La plupart suivent une formation universitaire de quatre ans. Un numerus clausus s'applique.
Certaines infirmières, après l'obtention de leur diplôme et une certaine expérience professionnelle, peuvent ensuite suivre une formation universitaire de spécialiste.
Toutes les sages-femmes doivent s'inscrire au An Bord Altranais.

### Sage-femme en France

#### Un cursus en six ans en France
Depuis 1992 à Grenoble, généralisé à toute la France en 2002, le concours d’entrée en école de sages-femmes est commun à celui de médecine. Les sages-femmes devraient bénéficier en outre d’un accès aux masters de Santé. La loi s'y rapportant a été votée, référence décret d'application promulgué en mars 2013. L'accès au masters de santé et son application incombent aux différentes universités. Actuellement, et ce depuis 2024, les études de maïeutiques ont basculé à une durée de 6 ans, avec la rédaction d'une thèse au cours de la dernière année ce qui permet d'obtenir le grade de docteur. 
Six années d'études sont nécessaires pour accéder au diplôme de sage-femme.
En effet, après la première année commune aux études de santé (PASS ou LAS) sélectionnant le nombre d'étudiants admis à poursuivre leur formation, les études se déroulent ensuite en trois phases, avec les deux premières en 2 ans et la dernière en 1 an dans chacune dans des Écoles rattachées aux UFR de la faculté de Médecine de la région.
Malgré des disparités de formation des sages-femmes au niveau national, ainsi qu'entre pays, tout diplôme d'État obtenu dans un pays européen est valable dans n'importe quel autre pays européen.

#### Le champ de compétences de la sage-femme

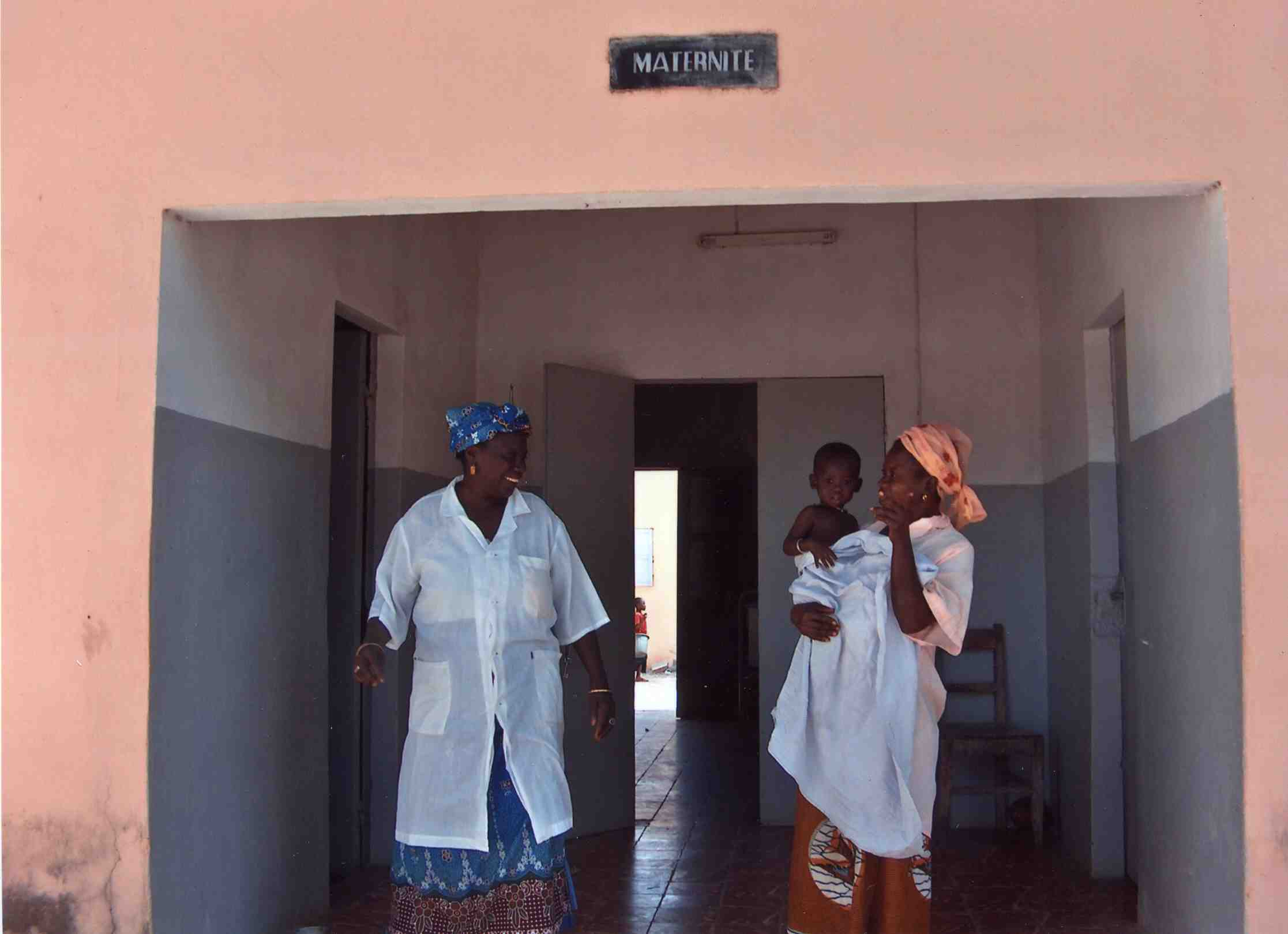
Matrone à la maternité de Niodior (Sénégal).

Traditionnellement, la sage-femme est une femme ou un homme qui aide à l'accouchement.
Dans les sociétés industrialisées, il s'agit d'une profession médicale à part entière.
Elle relève du domaine médical en France car la sage-femme bénéficie du droit de prescription, ne dépendant d'aucun médecin. La liste des médicaments, stupéfiant, dispositifs médicaux que peuvent prescrire les sages-femmes est fixé entre autres par l'arrêté du 23 février 2004 modifié par l'arrêté du 12 octobre 2005. L'attribution d'un numéro RPPS délivré par le Conseil national de l'Ordre des sages-femmes et qui remplace le numéro ADELI gérés par les DASS permet aux sages femmes (profession libérale) de recevoir les feuilles de soins émises par les CPAM.
En Belgique, le caractère médical de la profession de sage-femme est fixé par l'Arrêté Royal 78 du 10 novembre 1967. Le texte modifié de l'AR 78 du 13 décembre 2006 élargit le domaine de compétence des sages-femmes belges en y incluant, notamment, le droit de prescrire certains médicaments pendant la grossesse, l'accouchement et la suite des couches.
En France, elle répond à la définition suivante :
- exerçant une profession médicale, la sage-femme assure, en toute autonomie, le diagnostic, la déclaration (L. 2004-806 du 9 août 2004 art. 101-1) et la surveillance de la grossesse normale, du travail et de l'accouchement, ainsi que celle de la mère et de l'enfant après l'accouchement ;
- elle pratique les examens cliniques et para-cliniques nécessaires (échographie, etc.) et participe activement à toutes actions de prévention dans le domaine de la santé. Elle prescrit les examens et thérapeutiques (médicament, vaccin, etc.) nécessaires au bon déroulement de la grossesse, de l'accouchement, des suites de couches ;
- en cas de pathologie, elle exerce en collaboration avec le médecin obstétricien, l'anesthésiste et le pédiatre ;
- par ailleurs, l'exercice de la profession de sage-femme ne se réduit pas à la pratique des accouchements. La sage-femme assure aussi la surveillance prénatale, la préparation à la naissance et à la parentalité des parents et le suivi à domicile des femmes et des nouveau-nés en cas de sortie précoce de la maternité jusqu’au 21e jour qui suit l’accouchement[54] ;

Pour coordonner ces actions, elle rencontre dès le quatrième mois de grossesses les futurs parents, et peut apprécier dans un entretien personnalisé, les attentes, inquiétudes et souhaits des futurs parents. Moment pour accueillir leur volonté d'expression sur un projet de naissance en vertu de la loi de 2002. Ce moment est aussi privilégié pour se faire partenaire des situations vulnérables : apporter aide et soutien aux femmes précaires, aux problèmes d'addictions, à celle qui subissent des violences ou dont la grossesse n'était pas attendue ;
- elle pratique également les consultations, les échographies obstétricales, y compris dans le cadre du diagnostic prénatal. Elle pratique également la consultation postnatale (L. 2004-806 du 9 août 2004 art. 101-2) ;
- la sage-femme assure les suivis des grossesses physiologiques (d'évolution normale) en cabinet ou à domicile ;
- elle surveille, conseille, accompagne la mère et l'enfant après la naissance. Elle pratique aussi la rééducation périnéale des patientes. Elle conseille les couples et participe au suivi des différents modes de contraception. Elle peut prescrire une contraception hormonale (y compris le dispositif intra-utérin) dans le post-partum, le post-abortum et lors d'une consultation gynécologique de contraception et de prévention qu'elle peut réaliser depuis la loi HPST du 21 juillet 2009 modifiant les articles L4151-1, L5134-1, et L2122-1 du code de la santé publique. Une sage-femme peut désormais poser des dispositifs intra-utérins et les implants contraceptifs ;
- elle peut aussi avoir une place active dans les services d'orthogénie, de gynécologie, de procréation médicalement assistée ;
- comme chez les autres professions médicales, les sages-femmes relèvent d'un code déontologique professionnel et doivent justifier, pour pouvoir exercer, de leur inscription au tableau du conseil national de l'ordre des sages-femmes ;
- depuis 2010 le suivi gynécologique des femmes, en dehors de toute pathologie, appartient désormais à son domaine de compétence. À ce titre elle réalise l'examen des seins, l'examen génital, le frottis cervico-vaginal, la prescription de la contraception, et ce pendant toute la vie génitale de ses patientes. Son rôle primordial dans le dépistage va permettre un meilleur suivi des patientes, et une collaboration avec les gynécologues obstétriciens dont la mission pourra se concentrer sur les pathologies, hélas trop nombreuses, dépistées plus précocement (augmentation déplorée des cancers du sein chez les femmes jeunes).

#### Code déontologique
Le premier alinéa de l’article R.4127-325 du Code de la santé publique dispose que, dès lors qu'elle a accepté de répondre à une demande, la sage-femme s'engage à assurer personnellement avec conscience et dévouement les soins conformes aux données scientifiques du moment que requièrent la patiente et le nouveau-né.
Le caractère personnel de l’exercice de la profession de sage-femme et la notion de responsabilité sont intimement liés.
Voici les chapitres du Code de la santé publique relatifs aux sages-femmes (modifié par le décret 2006-1268 du 17 octobre 2006) :
CODE DE LA SANTÉ PUBLIQUE
Professions de santé → Organisation des professions médicales → Déontologie
Section 3 : Code de déontologie des sages-femmes
- Devoirs généraux des sages-femmes
- Devoirs envers les patientes et les nouveau-nés
- Règles particulières aux différentes formes d'exercice
- Devoirs de confraternité
- Devoirs vis-à-vis des membres des autres professions de santé
- Dispositions diverses

#### Rémunération
- 2024.36 euros brut (+ primes) pour une sage-femme en début de carrière dans la fonction publique hospitalière.
- Entre 2 700 € et 3400 € en fin de carrière.
- 2 300 € en moyenne pour une sage-femme en libéral[57].

Les étudiants sages-femmes sont rémunérés au titre de leurs stages dès la quatrième année.
En 2013, la rémunération au titre des stages de quatrième année s’élève à 100 € brut par mois pour 150 heures travaillées.

### Sage-femme au Royaume-Uni
Certaines obtiennent leur diplôme d'infirmier et suivent ensuite une formation de dix-huit mois (degree classification). D'autres suivent une formation plus indépendante de trois ans ou plus. Toutes les sages-femmes doivent s'inscrire au Nursing and Midwifery Council.

### Sage-femme en République Démocratique du Congo
Il existe deux voies pour devenir sage-femme. La voie directe d'une durée de 3 ans qui ne nécessite pas une formation infirmière au préalable. La seconde voie est destinée aux infirmières polyvalentes qui suivent une formation de 12 mois minimum. La durée du programme de reconversion  passe de 12 à 18 mois cette année pour se conformer aux normes de la Confédération Internationale de Sages-femmes.